# HMCS Magnificent (CVL 21)
«Магніфішент» (англ. HMCS Magnificent (CVL 21)) — британський легкий авіаносець типу «Маджестік», переданий ВМС Канади.

## Історія створення
Авіаносець був закладений на верфі «Harland & Wolf» у Белфасті 29 липня 1943 року, спущений на воду 16 листопада 1944 року. У січні 1945 року, разом з авіаносцем «Воріор», був переданий в оренду ВМС Канади строком на 10 років із правом подальшого викупу.
Корабель був добудований вже після закінчення війни і вступив у стрій 21 травня 1948 року. Він практично не відрізнявся від початкового проєкту.

## Історія служби
Корабель використовувався в основному як авіатранспорт.
Під час Суецької кризи восени 1956 року перевозив канадський контингент, який діяв у Єгипті.
14 червня 1957 року корабель повернули Англії, де 8 років перебував у резерві. У липні 1965 року проданий на злам.